# Dubbelster

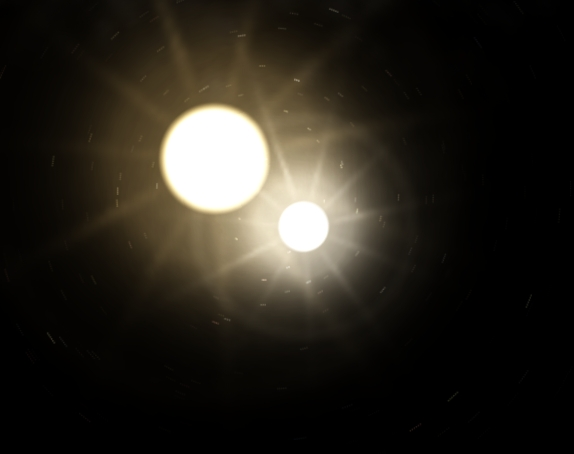
Dubbelster Eta Andromedae

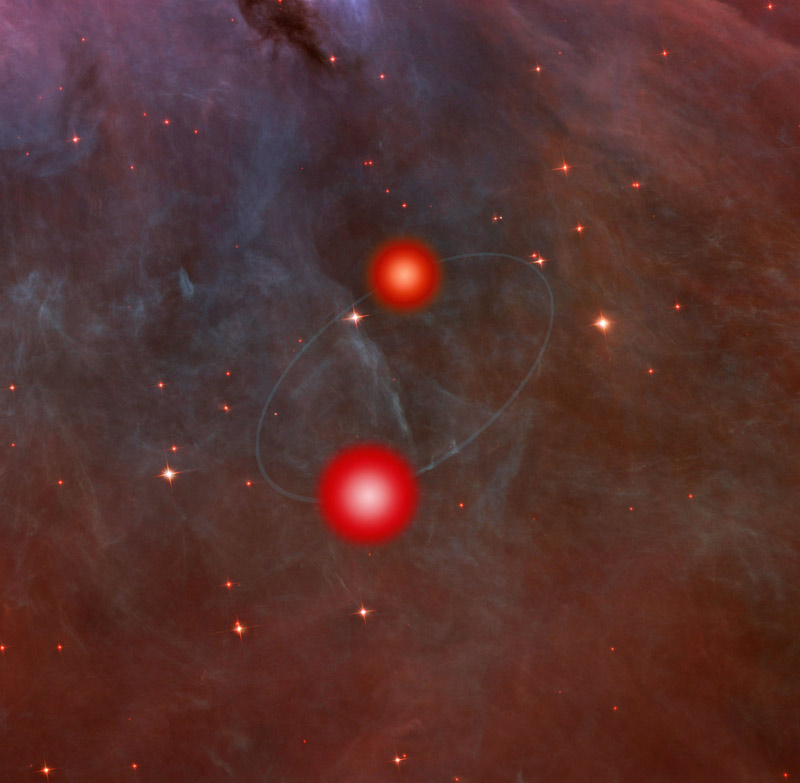
twee dwergsterren die om elkaar heen draaien

Een dubbelster is een tweetal sterren die om een gemeenschappelijk zwaartepunt heen bewegen. Een groep van drie of meer sterren wordt vaak ook een dubbelster genoemd, al zou het beter zijn dan te spreken van een meervoudige ster. Van de circa 5000 sterren die men met het blote oog kan waarnemen blijken er zo'n 2000 dubbelsterren of meervoudige sterren te zijn. Men denkt dan ook dat ongeveer 60% van alle sterren zich in een dubbelstersysteem bevindt. De ster die het dichtst bij de Zon staat, Proxima Centauri, maakt deel uit van een drievoudige ster, als begeleider van het veel nauwere paar Alpha Centauri A en B, dat met het blote oog kan worden waargenomen.

## Geschiedenis

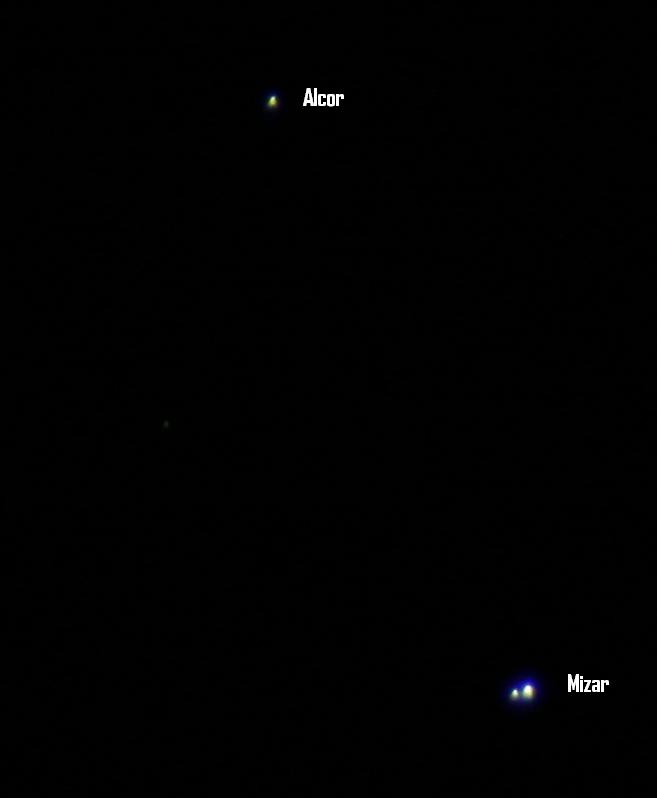
Mizar en Alcor, beeldveld ±10 boogminuten

De bekendste optische dubbelster is het koppel Mizar en Alcor in het sterrenbeeld Grote Beer, Latijn: Ursa Major. Dit sterrenbeeld wordt ook wel de Steelpan genoemd en Mizar is de op een na laatste ster van de steel. De sterren hebben een gemeenschappelijke ruimtelijke beweging, doordat ze tot de zogenaamde Ursa Majorgroep van sterren behoren. Uit afstandsmetingen van de Hipparcos-satelliet blijkt dat de ruimtelijke afstand tussen Mizar en Alcor ten minste 5 lj bedraagt. Op deze afstand is het onwaarschijnlijk dat de twee sterren een fysische dubbelster vormen.
Pas nadat in 1610 de sterrenkijker was uitgevonden, bleek dat veel sterren die met het blote oog één ster leken, door een sterrenkijker als dubbelsterren te zien waren. Mizar is de eerst ontdekte fysische dubbelster, waarschijnlijk door Benedetto Castelli, die in 1617 aan Galileo Galilei vroeg om de ster waar te nemen. Mizar A en B hebben visuele magnitude 2,4 en 4,0, staan op een afstand van 14" en zijn al in een kleine telescoop te zien (zie de afbeelding hiernaast). In de 17e en 18e eeuw werden er steeds meer dubbelsterren gevonden. In 1800 liet William Herschel zien dat er ook sterren zijn die echt om elkaar heen draaien. De eerste omloopbaan van een dubbelster werd in 1827 berekend door Félix Savary voor xi Ursae Majoris.
Mizar was ook de eerste dubbelster die werd gefotografeerd, door George Phillips Bond in Harvard in 1857. Daarnaast is Mizar A de eerst ontdekte spectroscopische dubbelster (Edward Charles Pickering, 1889), met een periode van 20,54 dagen. In 1908 ontdekte Edwin Brant Frost dat Mizar B ook een spectroscopische dubbelster is, met een periode van 182 dagen. Wallace R. Beardsley vond in 1964 een derde component in Mizar B, die met een periode van 1350 dagen om de andere twee draait.

## Soorten dubbelsterren

### Optische onderscheidbaarheid

#### Visuele dubbelsterren
Visuele dubbelsterren of telescopische dubbelsterren zijn dubbelsterren waarvan de afzonderlijke sterren met het blote oog of met een telescoop te onderscheiden zijn.

#### Spectroscopische dubbelsterren
Wanneer de sterren in een dubbelster niet afzonderlijk kunnen worden gezien, kan vaak toch worden afgeleid dat het om een dubbelster gaat. In de meeste gevallen gebeurt dit met behulp van een astronomische spectroscopie. Deze dubbelsterren worden spectroscopische dubbelsterren genoemd.

### Gemeenschappelijke rotatie

#### Fysische dubbelsterren

Twee sterren bewegen om hun gemeenschappelijk zwaartepunt

Als de sterren om een gemeenschappelijk zwaartepunt draaien, worden ze fysische of echte dubbelsterren genoemd of binaire sterren. De sterren kunnen zich wel op zeer grote afstand van elkaar bevinden.
De sterren van een fysische dubbelster worden componenten genoemd. De helderste ster noemt men de hoofdster, de zwakkere ster noemt men de begeleider. Vaak wordt ook de oorspronkelijk zwaarste ster de hoofdster genoemd. De twee componenten van een fysische dubbelster draaien in banen rond een middelpunt dat barycentrum of gemeenschappelijk zwaartepunt genoemd wordt. Als beide sterren even zwaar zijn ligt het gemeenschappelijk zwaartepunt precies in het midden. Als beide sterren niet even zwaar zijn ligt het gemeenschappelijk zwaartepunt dichter bij de zwaardere ster.
De periode van fysische dubbelsterren kan liggen tussen enkele uren en duizenden jaren. 
Bij verscheidene dubbelsterren bestaan de afzonderlijke delen ook weer uit dubbelsterren (zoals Mizar), zodat er sprake is van een stelsel van vier of nog meer lichamen die door de zwaartekracht om elkaar heen bewegen.
Vaak is er sprake van een heldere ster met een donkere begeleider. Deze laatste is slechts donker in vergelijking met de hoofdster. Zou men deze afzonderlijk kunnen zien dan blijkt het vaak ook een vrij heldere ster te zijn.

#### Schijnbare of optische dubbelsterren
Als de sterren ogenschijnlijk dicht bij elkaar aan de hemel staan, maar niet om elkaar heen draaien, spreekt men van een schijnbare dubbelster of optische dubbelster. De werkelijke afstand tussen de twee componenten kan zeer groot zijn.

## Waarneming

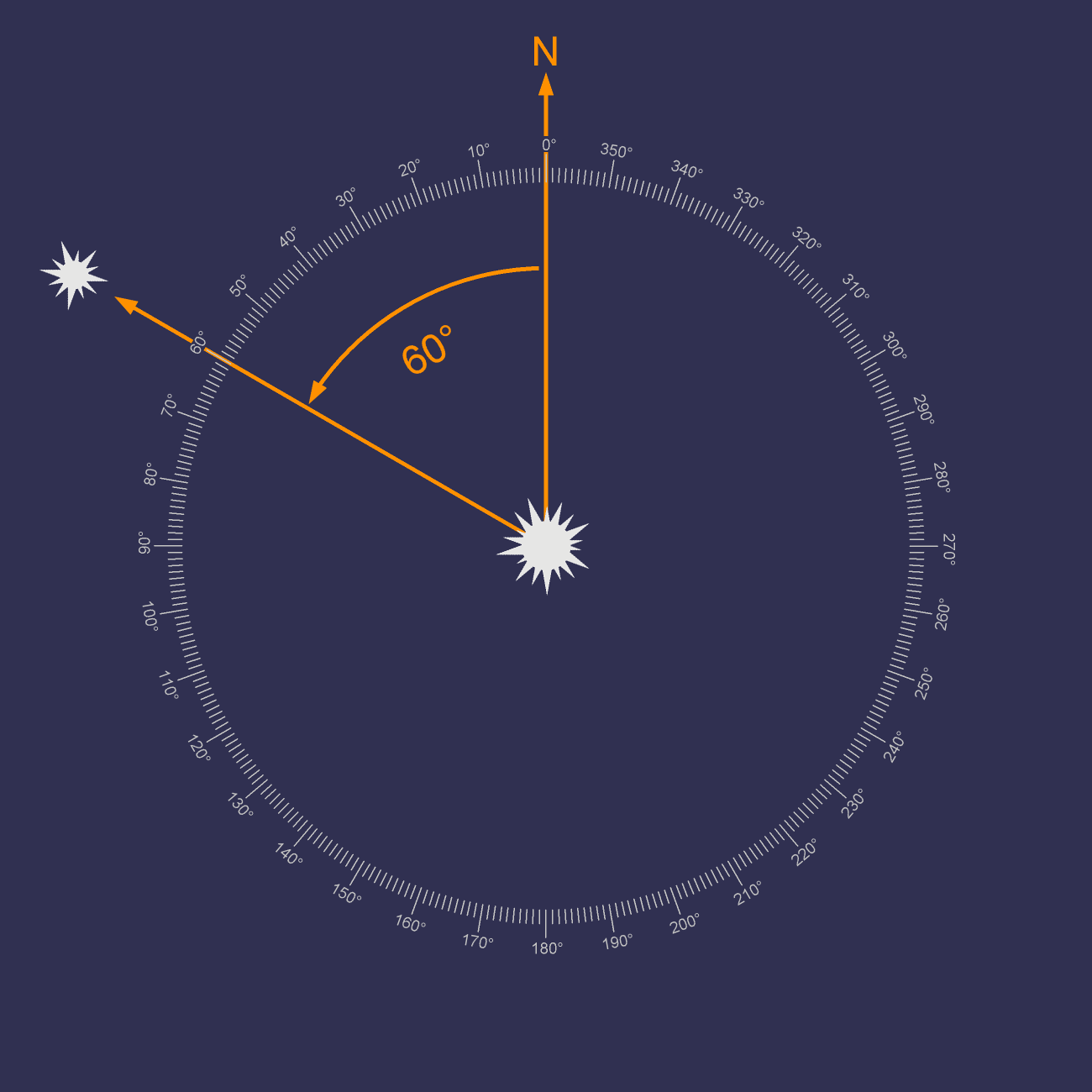
Positiehoek

Bij fysische en optische dubbelsterren wordt de relatieve positie van de twee sterren aan de hemel weergegeven door de positiehoek. Deze hoek wordt gemeten vanaf noorden (tegen de klok in) als de begeleider exact in het oosten van de hoofdster staat is de positiehoek 90 graden. De schijnbare afstand aan de hemel tussen de beide componenten wordt meestal aangegeven in boogseconden (symbool "). "Nauwe" dubbelsterren worden vaak gebruikt om het scheidend vermogen van een telescoop te bepalen.
Voor waarneming en identificatie zijn ook de helderheid en kleur van beide componenten van belang. Door het contrast tussen twee dicht bij elkaar staande sterren zijn de kleurverschillen beter te zien dan bij individuele sterren, sommige dubbelsterren zoals Albireo staan bekend om hun spectaculaire kleuren.

## Eclipserende dubbelster

Eclipserende dubbelster, met een indicatie van de variatie in intensiteit.

Ligt het baanvlak van een dubbelster in de richting van de aarde, dan kunnen de componenten elkaar beurtelings verduisteren. Men spreekt dan van een eclipserende dubbelster of van een bedekkingsveranderlijke (b.v. Algol).
Het punt van de baan van de zwakkere component van een dubbelster waarin deze zich op de grootste afstand van de hoofdster bevindt, noemt men apoastron.

## Evolutie van dubbelsterren
Wanneer de twee componenten van een dubbelster ver van elkaar staan, zullen ze elkaars evolutie niet beïnvloeden en evolueren ze effectief als enkele sterren. Voor dubbelsterren met een baanperiode van minder dan 10 jaar geldt dat de sterren tijdens de rode reuzenfase of op de asymptotische reuzentak ongeveer zo groot kunnen worden als de afstand tussen de twee sterren. Het is duidelijk dat de twee sterren elkaar dan sterk zullen beïnvloeden (de sterren vormen een interagerende dubbelster die in sommige gevallen waargenomen wordt als een röntgendubbelster) en dat de evolutie in zo'n geval totaal anders is dan de evolutie van twee enkele sterren. We noemen zo'n dubbelster een nauwe dubbelster, waarvan de twee componenten dus ruimtelijk dicht bij elkaar staan.
Om ieder van de twee componenten van een dubbelster bevindt zich een gebied waarin een deeltje door de zwaartekracht gebonden is aan die ster. Zo'n gebied wordt de lob van Roche van de ster genoemd. Zolang het oppervlak van een ster binnen zijn lob van Roche blijft, blijft het gas dus gebonden aan de ster. Wanneer de ster echter opzwelt, bijvoorbeeld doordat de ster een rode reus wordt, kan deze zijn lob van Roche vullen. De ster zal dan in veel gevallen zijn gas overdragen aan zijn begeleider. Dit wordt materieoverdracht in een dubbelster genoemd.
Aangezien de massa de belangrijkste factor is die de eigenschappen van een ster bepaalt, kan de evolutie van zo'n ster drastisch veranderen door materieoverdracht. Wanneer de donorster zijn waterstofmantel al voor de asymptotische reuzentak verliest, ontstaat een witte dwerg die veel lichter is dan de witte dwerg die zou zijn gevormd wanneer de ster zich niet in een dubbelster zou bevinden. Ook kan een zware ster hierdoor een witte dwerg produceren, in plaats van een supernova te worden. Daarnaast kan de begeleidende ster veel gas invangen en veel zwaarder worden dan voorheen. Met het overgedragen gas wordt bovendien ook impulsmoment overgedragen, waardoor de baanperiode van de dubbelster verandert. Wanneer een zwaardere ster materie overdraagt aan een lichtere ster en al het overgedragen gas wordt ingevangen, dan neemt de baanperiode af. Bij materieoverdracht van een lichtere naar een zwaardere ster neemt de baanperiode juist toe.